# 浜寺駅
浜寺駅（はまでらえき）は、かつて大阪府堺市に存在した阪堺電鉄の駅である。阪堺電鉄の終点駅であった。1944年3月の阪堺電鉄の大阪市による買収時に廃止された。（湊ノ浜以北は大阪市電阪堺線として1944年4月開業。）浜寺公園の北東の位置にあった。

## 年表
- 1935年（昭和10年）6月1日 - 湊ノ浜 - 浜寺間延伸開業時に開業。
- 1944年（昭和19年）3月廃止。

## 周辺
- 南海鉄道阪堺線 海道畑駅
- 浜寺公園